# 絵色千佳
絵色 千佳（えいろ ちか、1990年11月1日 - ）は、日本の元AV女優。アスタープロモーションに所属していた。

## 略歴・人物
デビュー前より「エリカ」の名前でブログ立ち上げなどの活動を行う。
2010年5月にEROTICA（ジャパンホームビデオ）より専属女優第1号としてAVデビューが決定。同社の公式ホームページにて女優名を募集し、「絵色千佳」に決定した。「エ(イ)ロチカ」となるレーベル名のもじり。
2012年2月14日、スカイパーフェクTV!の「スカパー!アダルト放送大賞」においてサイゾー賞を受賞。
アダルトビデオ30周年記念企画（AV30）として2012年1月5日から2月29日まで行われた人気投票で9位に選ばれている。
上記スカパー大賞の授与以来公の場に姿を見せておらず、以後新作のリリースも途絶えて引退状態となった。これに関する事務所およびレーベルからの発表はなく経緯は不明である。同年4月には公式ブログの全記事が削除された。
2020年6月、サイゾー主催のオールタイム「好きなAV女優アンケートトーナメント」にノミネート。

## 出演作品

### アダルトビデオ
2010年　
- 全員参加型アイドルDEBUT!! 「はじめまして､絵色千佳(えいろちか)です。」 （5月28日、EROTICA） ※デビュー作
- アナタがプロデュース! 絵色千佳に教えるAV女優の心得100カ条 （6月25日、EROTICA）
- ごっくん予備校 絵色千佳 （7月23日、EROTICA）
- ハメられアイドル （8月27日、EROTICA）
- 絵色千佳といく! 混浴露天バスツアー （9月24日、EROTICA）
- すぐに破れるコンドーム×絵色千佳 （10月22日、EROTICA）
- 素人男優をスカウトin渋谷 「あなたのテクニック、ワタシで試してみませんか?」 （11月26日、EROTICA）
- 集団痴漢に参加しちゃった僕。 （12月24日、EROTICA）

2011年
- LOOK 撮られた女の報酬 （1月1日、プレステージ） ※「ちか」名義
- ド素人おもいっきり生電話 （1月20日、ナチュラルハイ）
- 職女。 File 12 （1月25日、プレステージ）
- あなた専用ティッシュになります （1月28日、EROTICA）
- 貸し切り、純潔サロン 共有少女四号 （2月8日、プレステージ）
- 麗しの美人OL4時間 PREMIERE 5 （2月11日、ケイ・エム・プロデュース）
- 白衣の天使と性交 （2月15日、ドリームチケット）
- 現役ミスキャンパス通信 02 （2月23日、プレステージ）
- 新卒アイドル女子社員 VOL.10 （2月25日、S級素人）
- 早漏チ○ポを鍛え上げる凄テク （2月25日、EROTICA）
- 高額バイトに集まってきた素人娘 vol.02 （3月23日、最強）
- 居残りブルマー （3月25日、EROTICA）
- 美女騙録 03 （4月5日、プレステージ）
- 美人すぎる着ぐるみ劇団員 （4月8日、S級素人）
- 誰かに聞こえちゃったらどうするの!! （4月15日、ワープエンタテインメント）
- ファン様の夢、かなえます。 （4月22日、EROTICA）
- 絶対服従 性奴隷と化した家庭教師 （5月2日、プレステージ）
- すっぴん （5月5日、ドリームチケット）
- 小遣い稼ぎにAVメーカーに部屋を貸したら、出演させられた素人 ちかさん （5月13日、S級素人）
- 特選！！S級素人若妻コレクション 4時間 Special 5 （5月13日、ケイ・エム・プロデュース）
- 唾液・キス魔少女 （5月19日、ドグマ）
- 超高級ロリソープ （5月20日、ピーターズ）
- 女をイカセ続けるとどうなるかテスト （5月27日、EROTICA）
- 貧乳妹生中出し （5月27日、TMA）
- 拝啓、お兄ちゃん。 （6月1日、ワンズファクトリー）
- 敏感貧乳いぢり　（6月10日、I.B.WORKS）
- もう1つの給与明細 2 荒川区在住 Eさん（20歳）（6月10日、S級素人）
- 美少女×失禁 射精みたいな快感おもらし。 （6月13日、MOODYZ）
- 絵色千佳の3D風俗店 （6月15日、NEXT GROUP）
- 20発出すまで帰しません （6月24日、EROTICA）
- チェックのプリーツミニスカニーソックス娘しか見たくない！4時間　（6月24日、TMA）
- 貧乳騎乗位 Collection　（7月22日、I.B.WORKS）
- とある卑猥な仮装少女　（7月22日、TMA）
- 廊下でぶつかった瞬間、僕のチ○ポが彼女のマ○コに入っていた (7月22日、EROTICA)
- 910 キュートな美少女 (8月20日、ピーターズ)
- 行列のできるアンダーヘアサロン (8月26日、EROTICA)
- もしも、「絵色千佳が僕の○○だったら…」 (9月13日、プレステージ)
- こちらお掃除メイド派遣所 (9月23日、EROTICA)
- 美人すぎる着ぐるみ劇団員ふたたび（10月14日、S級素人）
- びちょ濡れ女子校生 透ける羞恥でヌレちゃう少女 (10月15日、ワープエンタテインメント)
- ロッカー開けたら、中でイジメられっ娘がハァハァしていた (10月28日、EROTICA)
- かわいすぎる僕の彼女はいもうと系 (10月28日、ケイ・エム・プロデュース)
- 淫語リッシュ！絵色先生 (11月1日、MOODYZ)
- 絵色千佳のハラハラドキドキプチ露出デート (11月20日、ピーターズ)
- イカセッぱっ！ 犠牲者 絵色千佳 (12月2日、グレイズ)
- 可愛いニーソックス娘1日貸します。(12月9日、TMA)
- お宅訪問 自宅に帰ったら突然！！絵色千佳 (12月20日、ピーターズ)
- 両親がいない日、家で彼女とヤリまくった(12月23日、EROTICA)
- 大人の保健室 (12月23日、ケイ・エム・プロデュース)

2012年
- めちゃカワ♪新人ナースさん (1月13日、MOODYZ)
- 「誰にも言えない」 私は毎日、彼の友人におもちゃにされてることを…（2月1日、プレステージ）
- 泣き虫かあさん（2月19日、VENUS）
- ブレイク女優のBEST SEX 絵色千佳 木下若菜（2月20日、STAR PARADISE）
- おにいちゃん大好きないもうと 03 (2月24日、I.B.WORKS)
- 風俗、はじめました (2月24日、EROTICA)
- 萌えキュン AKIBAコス (2月15日、ワンズファクトリー)
- おしおき 家庭教師におしおきと称しいたずらされた女子校生 (3月1日、プレステージ)
- どじっ娘潜入捜査官 (3月9日、ケイ・エム・プロデュース)
- 一日ホテル監禁 (3月19日、Dogma)
- ビデオに出てない可愛い子と会ったその日に3発 す～ごくウブなクセに実はスケベで、可愛い顔してオネダリ上手な、超きゃわいい～女子大生 (3月22日、new girl)
- ほろ酔い甘息 (4月1日、MOODYZ)
- ドスケベ家政婦の卑猥なお仕事 (4月19日、VENUS)

## 出演
- ヴィーナス・フューチャー＃82（2010年、エンタ!371）